# مقبرة سانت ماري الكاثوليكية، كنسال غرين
مقبرة سانت ماري الكاثوليكية هي مقبرة كاثوليكية في منطقة كنسال غرين بالعاصمة الإنجليزية لندن. أُسست سنة 1858، وهي ملاصقة بمقبرة كنسال غرين، وولها كنيسة كاثوليكية ملحقة خاصة بها.

## من أبرز من دُفنوا بالمقبرة
دُفن بالمقبرة ما يزيد على 165 ألف متوفى من الكاثوليك، وبها نصب تذكاري للجنود البلجيكيين الذين أصيبوا في الحرب العالمية الأولى وقضوا نحبهم في مستشفيات إنجلترا بعد إجلائهم إليها لتلقي العلاج، إلى جانب قبور عديد من المهاجرين الأيرلنديين الذين نزحوا من بلادهم إبان المجاعة الكبرى.
ومن مشاهير من دُفنوا بالمقبرة:
- إدمونيا لويس (1844 ـ 1907): نحّاتة أمريكية.
- جون بابوريلي (1899 ـ 1970): قائد أوركسترا.
- جيمس هنري رينولدز (1844 ـ 1932) طبيب عسكري أيرلندي، حصل على صليب فيكتوريا.
- الأمير لويس لوسيان بونابرت (1813 ـ 1891): سياسي ولغوي.
- ماري سيكول (1805 ـ 1881): ممرضة وناشطة إنسانية.
- يوسف ياكوبس (1898 ـ 1941): جاسوس ألماني. أُدِم ودُفن في قبر بلا معالم.

## أعلام
- جيمس هنري رينولدز
- جون بابوريلي
- إدمونيا لويس
- ماري سيكول
- فرنسيس تومسون